# VIIe législature du Parlement de Cantabrie
La VIIe législature du Parlement de Cantabrie est un cycle parlementaire du Parlement de Cantabrie, d'une durée de quatre ans, ouvert le 21 juin 2007 à la suite des élections du 27 mai précédent et clos le 29 mars 2011.

## Bureau
| Poste                    | Titulaire                   | Parti | Parti    |
| ------------------------ | --------------------------- | ----- | -------- |
| Président                | Miguel Ángel Palacio        |       | PSC-PSOE |
| Première vice-présidente | Rosa Valdés                 |       | PRC      |
| Seconde vice-présidente  | María José Sáenz de Buruaga |       | PP       |
| Première secrétaire      | Eva Bartolomé               |       | PRC      |
| Second secrétaire        | José Antonio Cagigas        |       | PP       |

## Groupes parlementaires
| Nom | Nom                 | Début | Fin | Porte-parole        |
| --- | ------------------- | ----- | --- | ------------------- |
|     | Groupe populaire    | 17    | 17  | Francisco Rodríguez |
|     | Groupe régionaliste | 12    | 12  | Rafael de la Sierra |
|     | Groupe socialiste   | 10    | 10  | Francisco Fernández |

## Commissions parlementaires
| Commission                                                                                    | Président            | Parti    | Parti |
| --------------------------------------------------------------------------------------------- | -------------------- | -------- | ----- |
| Commissions permanentes législatives                                                          |                      |          |       |
| Commission de l'Économie et des Finances                                                      | Julio Bartolomé      | PP       |       |
| Commission de l'Éducation                                                                     | Arturo Roiz          | PSC-PSOE |       |
| Commission du Développement rural, de l'Élevage, de la Pêche et de la Biodiversité            | Rafael Pérez         | PRC      |       |
| Commission de l'Industrie et du Développement technologique                                   | Ruth Carrasco        | PSC-PSOE |       |
| Commission de l'Environnement                                                                 | Purificación Sáez    | PSC-PSOE |       |
| Commission des Travaux publics, de l'Aménagement du territoire, du Logement et de l'Urbanisme | Luis Fernández       | PRC      |       |
| Commission de la Présidence et de la Justice                                                  | Rosa Valdés          | PRC      |       |
| Commission de la Santé                                                                        | Cristina Pereda      | PSC-PSOE |       |
| Commission de l'Emploi et du Bien-être social                                                 | Susana Mediavilla    | PSC-PSOE |       |
| Commission de la Culture, du Tourisme et du Sport                                             | Rafael de la Sierra  | PRC      |       |
| Commissions permanentes non-législatives                                                      |                      |          |       |
| Commission du Règlement                                                                       | Miguel Ángel Palacio | PSC-PSOE |       |
| Commission des Pétitions                                                                      | Miguel Ángel Palacio | PSC-PSOE |       |
| Commission du Statut des députés                                                              | Íñigo de la Serna    | PP       |       |

## Gouvernement et opposition
| Candidat                   | Date                                    | Vote       |    |     |          | Résultat |
| Candidat                   | Date                                    | Vote       | PP | PRC | PSC-PSOE | Résultat |
| Miguel Ángel Revilla (PRC) | 30 juin 2007 (majorité absolue requise) | Oui        |    | 12  | 10       | 22 / 39  |
| Miguel Ángel Revilla (PRC) | 30 juin 2007 (majorité absolue requise) | Non        | 17 |     |          | 17 / 39  |
| Miguel Ángel Revilla (PRC) | 30 juin 2007 (majorité absolue requise) | Abstention |    |     |          | 0 / 39   |

## Désignations

### Sénateurs
| Parti | Parti | Sénateurs désignés     |
| ----- | ----- | ---------------------- |
| PSOE  |       | Jesús Morlote Portilla |

- Désignation : 27 juillet 2007.